# Хоакін Панічеллі
Хоакі́н Паніче́ллі (ісп. Joaquín Panichelli; нар. 7 жовтня 2002) — аргентинський футболіст, нападник французького клубу «Страсбур».

## Клубна кар'єра
Вихованець команд «Расінг» (Кордова), «Бельграно» та «Аталая-де-Кордова». В лютому 2020 року приєднався до системи клубу «Рівер Плейт».

### «Алавес»
13 січня 2023 року перейшов в іспанський «Алавес», підписавши трирічний контракт.

#### Оренда в «Мірандес»
19 серпня 2024 року відправився в сезонну оренду в клуб Сегунди «Мірандес».

### «Страсбур»
27 липня 2025 року перейшов у французький «Страсбур», підписавши п'ятирічний контракт. Сума трансферу становила 16,5 млн євро. 17 серпня дебютував за нову команду в матчі Ліги 1 проти «Меца», вийшовши в стартовому складі. В цій ж грі забив свій перший гол за клуб, принісши перемогу своїй команді (1-0).

## Статистика виступів
Станом на 17 серпня 2025 
| Клуб              | Сезон             | Чемпіонат         | Чемпіонат | Чемпіонат | Кубок | Кубок | Єврокубки | Єврокубки | Інші  | Інші | Всього | Всього |
| Клуб              | Сезон             | Дивізіон          | Матчі     | Голи      | Матчі | Голи  | Матчі     | Голи      | Матчі | Голи | Матчі  | Голи   |
| ----------------- | ----------------- | ----------------- | --------- | --------- | ----- | ----- | --------- | --------- | ----- | ---- | ------ | ------ |
| Страсбур          | 2025–26           | Ліга 1            | 1         | 1         | 0     | 0     | 0         | 0         | 0     | 0    | 1      | 1      |
| Всього за кар'єру | Всього за кар'єру | Всього за кар'єру | 0         | 0         | 0     | 0     | 0         | 0         | 0     | 0    | 0      | 0      |

## Досягнення
Особисті
- Гравець місяця Сегунда Дивізіону: березень 2025[16]